# Estação Portas Fronhas

A Estação Portas Fronhas é parte do Metro do Porto. Fica à entrada da cidade da Póvoa de Varzim.